# Kanton Segré-en-Anjou Bleu
Segré-en-Anjou Bleu ( voorheen kanton Segré ) is een kanton van het Franse departement Maine-et-Loire. Het kanton maakt in zijn geheel deel uit van het arrondissement Segré.

## Geschiedenis
Tot 22 maart 2015 omvatte het kanton 15 gemeenten. Op die dag werden, bij toepassing van het decreet van 26 februari 2014, de kantons Candé en Pouancé opgeheven en de gemeenten in het kanton Segré opgenomen.
Hierdoor nam het aantal gemeenten toe van 15 naar 35.
Op 15 december 2016 werden:
- de gemeenten La Chapelle-Hullin, Chazé-Henry, Combrée, Grugé-l'Hôpital, Noëllet, Pouancé, La Prévière, Saint-Michel-et-Chanveaux, Le Tremblay en Vergonnes samengevoegd tot de fusiegemeente (commune nouvelle) Ombrée d'Anjou.
- de gemeenten Aviré, Le Bourg-d'Iré, La Chapelle-sur-Oudon, Châtelais, La Ferrière-de-Flée, L'Hôtellerie-de-Flée, Louvaines, Marans, Montguillon, Noyant-la-Gravoyère, Nyoiseau, Sainte-Gemmes-d'Andigné, Saint-Martin-du-Bois, Saint-Sauveur-de-Flée en Segré samengevoegd tot de fusiegemeente (commune nouvelle) Segré-en-Anjou Bleu.

De gemeente Freigné werd op 31 december 2017 overgedragen naar het departement Loire-Atlantique waar zij werd opgenomen in de commune nouvelle Vallons de l'Erdre.
Op 5 maart 2020 werd de naam van het kanton aangepast aan de gewijzigde naam van zijn hoofdplaats.

## Gemeenten
Het kanton Segré-en-Anjou Bleu omvat sindsdien de volgende 11 gemeenten:
- Angrie
- Armaillé
- Bouillé-Ménard
- Bourg-l'Évêque
- Candé
- Carbay
- Challain-la-Potherie
- Chazé-sur-Argos
- Loiré
- Ombrée d'Anjou
- Segré-en-Anjou Bleu